# Moïse l'Éthiopien
Moïse l'Éthiopien, connu aussi comme Moïse l'Abyssinien, Moïse le Noir ou Abba Moussé dans l'Église copte orthodoxe, est un saint du IVe - Ve siècle du désert de Scété. Il est fêté le 28 août par les Églises catholique et orthodoxe, et le 1er juillet par l'Église copte.

## Éléments biographiques
Chef de brigands converti, il dut « forcer la porte » d'une communauté monastique de Scété pour y être admis. Il ne renonça pas toujours à la violence, lui qui était de fort haute stature, et il lui arriva de traîner de force d'anciens compagnons de brigandage — qui l'avaient attaqué — jusqu'à l'église de Scété, pour que les anciens décident de leur sort. Par cette évangélisation expéditive, il amena à la conversion de nombreux bandits à qui il enseigna la voie du Christ.
Ayant acquis une grande réputation de sainteté, il refusait toute forme d'honneur, et supportait les duretés de l'existence et les offenses.
Il mourut après le sac de Scété par les « barbares » entre 405 et 407.
Ses reliques se trouvent dans l'église dédiée à la Vierge Marie du monastère de Paromeos (en) ou (Baramos) située à Ouadi Natroun.

## Sources

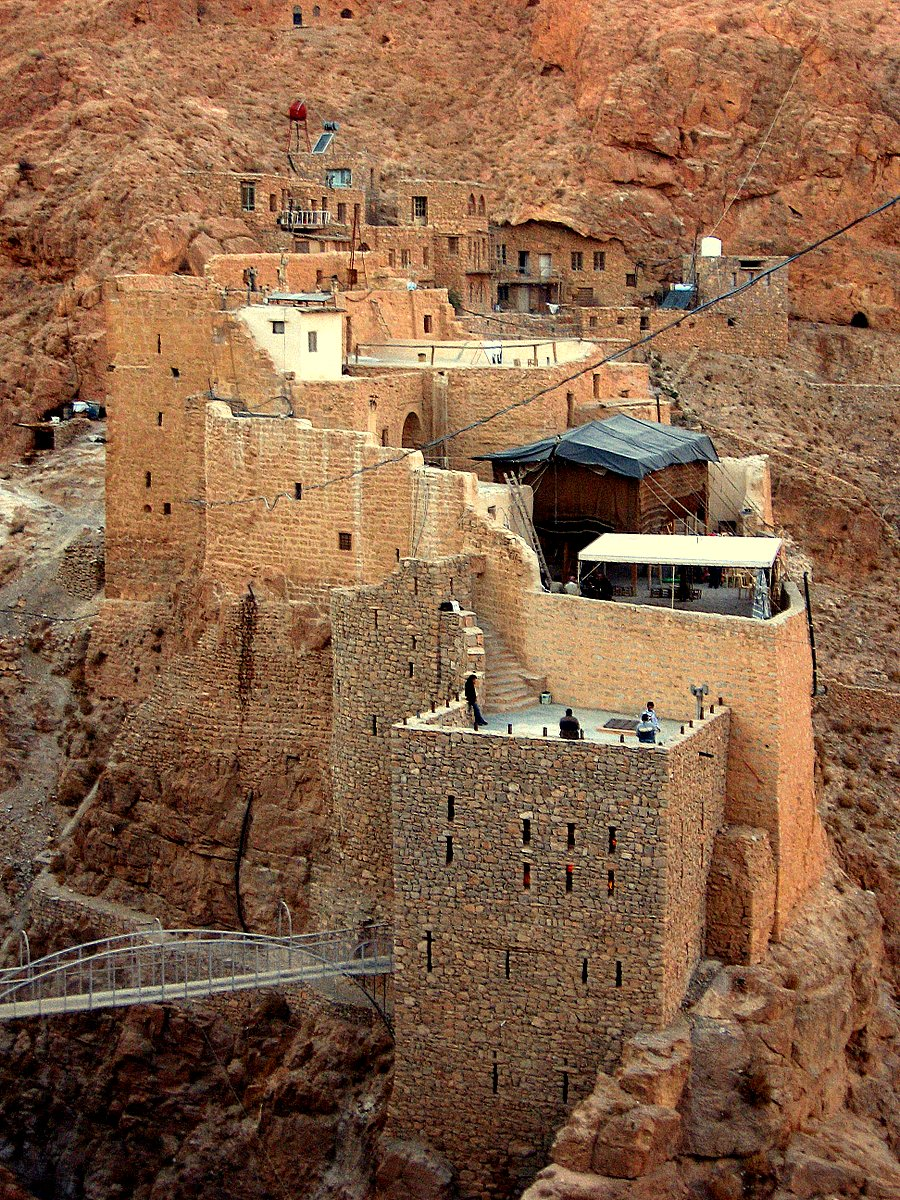
Ancien bâtiment du monastère Saint-Moïse l'Abbyssin en Syrie.

Le moine Moïse est cité dans les Colationes de Jean Cassien. Moïse l'Éthiopien est connu par les Apophtegmes des Pères du désert, ainsi que par l'Histoire lausiaque de Palladios. Sozomène de Gaza atteste sa notoriété au Ve siècle.
Deux exemples d'apophtegme

« Un frère à Scété commit une faute. On tint un conseil auquel on invita abba Moïse. Mais il refusa de s'y rendre. Alors le prêtre envoya quelqu'un lui dire : “Viens, car tout le monde t'attend.”» Alors il se leva et partit. Il prit une corbeille percée, la remplit de sable et la porta. Les autres sortant pour aller à sa rencontre, lui dirent : “Qu'est-ce que ceci, Père ?” Le vieillard leur dit : “Mes péchés s'écoulent derrière moi et je ne les vois pas, et je viens aujourd'hui pour juger la faute d'un autre.” Entendant cela, ils ne dirent rien au frère, mais lui pardonnèrent. »

« Une fois, on donna ce commandement à Scété. Jeûnez cette semaine. Or il se trouva que des frères vinrent d'Égypte chez abba Moïse qui leur fit cuire quelque chose. Voyant de la fumée, les voisins dirent aux clercs “Voici que Moïse a violé le commandement et s'est fait quelque chose chez lui.” Ils dirent : “Lorsqu'il viendra nous lui parlerons nous-mêmes.” Lorsque vint le samedi, les clercs, sachant la remarquable façon de vivre d'abba Moïse, lui dirent devant tout le monde : “Ô abba Moïse, tu as supprimé le commandement des hommes, mais gardé celui de Dieu !” »